# Hemnes
Hemnes é uma comuna da Noruega, com 1 594 km² de área e 4 562 habitantes (censo de 2004).         